# Erich Mattschaß
Erich Friedrich Karl Mattschaß, auch Mattschass (* 3. März 1866 in Charlottenburg; † 22. März 1946 in Berlin-Zehlendorf), war ein deutscher Maler.

## Leben

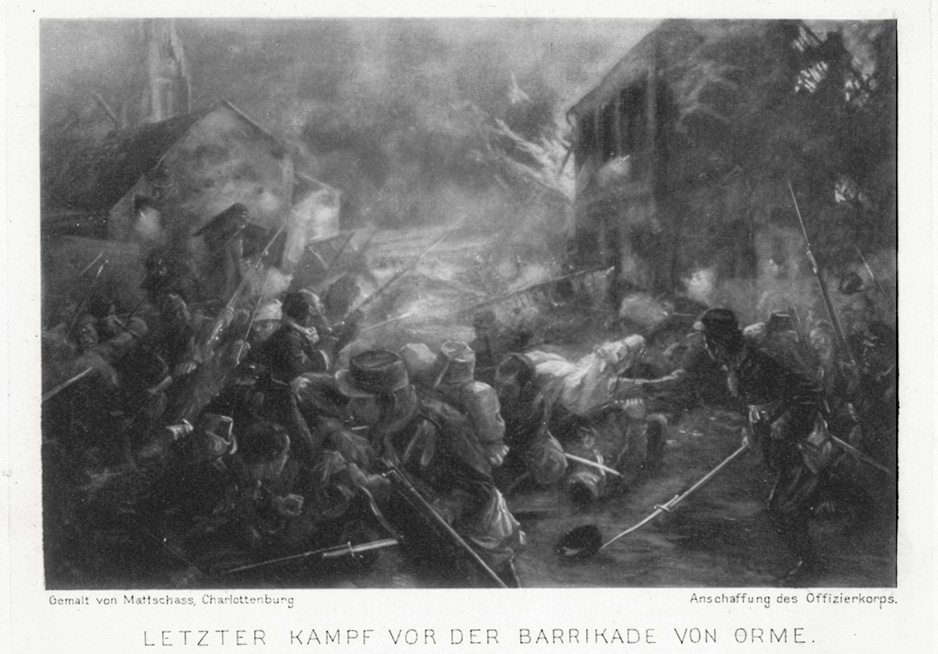
Letzter Kampf vor der Barrikade von Orme am 28. November 1870, gemalt von Erich Mattschaß

Mattschaß gilt als Historienmaler, Bildnismaler, Genremaler und Landschaftsmaler. Er illustrierte in den 1920er Jahren u. a. Da steht im Wald geschrieben ... Bergwald-Geschichten von Fridel Marie Meyer-Kuhlmann. Er wurde außerdem als Kriegsmaler bekannt, der seine Kunst bewusst „in den Dienst unverzerrter deutscher Heldengeschichte stellt[e]“.

## Ehrungen
Aus Anlass des 50. Geburtstages von Adolf Hitler wurde er am 20. April 1939 zum Professor ernannt.